# 前42年
| 千纪： | 前1千纪 |
| 世纪： | 前2世纪 \| 前1世纪 \| 1世纪                                                                                |
| 年代： | 前70年代 \| 前60年代 \| 前50年代 \| 前40年代 \| 前30年代 \| 前20年代 \| 前10年代                           |
| 年份： | 前47年 \| 前46年 \| 前45年 \| 前44年 \| 前43年 \| 前42年 \| 前41年 \| 前40年 \| 前39年 \| 前38年 \| 前37年 |
| 纪年： | 西汉永光二年                                                                                               |

## 大事记
- 二月，汉朝任命御史大夫韦玄成为丞相；右扶风郑弘为御史大夫。
- 羅馬共和國內戰腓立比戰役
- 河西先姐羌反汉，漢朝右將軍馮奉世讨平，留兵屯田。

## 出生
- 12月16日，提庇留，羅馬帝國的第二任皇帝
- 屋大维娅的马塞卢斯，屋大維的外甥

## 逝世
- 马尔库斯·尤利乌斯·布鲁图斯，谋杀恺撒之人
- 盖乌斯·卡西乌斯·朗基努斯，谋杀恺撒的主谋
- 史高，西汉为大司马、车骑将军，领尚书事、乐陵侯，汉宣帝表叔
- 金赏，西汉秺侯，金日䃅的次子
- 王禁，王政君之父，汉成帝的外祖父